# Alexis Cruz
Alexis Cruz (nacido el 29 de septiembre de 1974 en Nueva York es un actor estadounidense conocido por su papel como Rafael en Tocados por un ángel y como Skaara en Stargate y Stargate SG-1. 

## Biografía
Nacido en el Bronx de Nueva York, Alexis hizo su primera aparición en la televisión con un papel en un episodio de la primera temporada de El Show de Bill Cosby. Después le llegó el papel de protagonista en Gryphon para la serie de PBS Wonder Works. Su carrera empezó con papeles en películas como The Pick-up Artist y Rooftops de Robert Wise. Luego tendría un papel secundario como Manolo, el joven amigo de Anthony Quinn en la película para televisión basada en la novela de Ernest Hemingway El viejo y el mar. A la edad de 17 años, había actuado en el Lincoln Center y en el Carnegie Hall y empezado a dirigir obras de teatro en la Escuela de Artes. Alexis apareció durante un año en la premiada serie Barrio Sésamo.
Cruz logró la fama internacional después de aparecer en la taquillera película Stargate de Roland Emmerich, con Kurt Russell y James Spader en la que interpreta a un joven egipcio rebelde, Skaara. Después Cruz apareció en la miniserie de la CBS The Streets of Laredo interpretando el papel del asesino Joey Garza.
Después de estudiar actuación y dirección en la Boston University School of Fine Arts Conservatory, Alexis protagonizó P.O.W.E.R.: The Eddie Matos Story de la HBO, basada en una historia real y nominada para los Emmy. A continuación, Alexis trabajó en la miniserie Grand Avenue, basada en la novela de Greg Sarris sobre una familia nativa americana contemporánea que se traslada al norte de California. Posteriormente apareció como actor invitado en series como The District de la CBS, The Brave o A tres bandas que trata sobre el cantante Frankie Lymon y The Teenagers que se hicieron famosos en las décadas de los 50 y 60. Después de coprotagonizar Riot, una polémica película de Showtime basada en los disturbios de Los Ángeles de 1992, Alexis fue nominado a un premio ALMA como Mejor Actor en una película hecha para televisión o miniserie por su actuación en Detention: Siege at Johnson High.
Sus raíces teatrales frecuentemente lo devuelven al escenario con Latinologues de Rick Najera], con la que realizó una gira nacional actuando en teatros como The Victory Gardens Theater en Chicago, Austin's Alley Theatre y The Austin Comedy Festival, así como en The Improv y The Coronet Theater en Los Ángeles. Apasionado por la educación, Alexis era parte del programa East LA Classic Theatre del LAUSD Teacher's dedicado a impartir clases de teatro en la parte oriental de Los Ángeles en escuelas de secundaria haciendo de profesor de teatro.
Alexis ha sido portavoz del Concilio Nacional de La Raza y miembro de La Fundación Hispana Nacional para las Artes fundada por Jimmy Smits, Sônia Braga y Esai Morales. Esta fundación proporciona becas a estudiantes hispanoamericanos para que puedan continuar su educación en las artes escénicas. Cruz ha sido honrado por la Unidad Hispana de EE.UU., por su excelente compromiso con la comunidad hispana. 
Cruz ha intervenido en películas como Casi una mujer, basada en la novela de Esmeralda Santiago para Masterpiece Theater de PBS que fue galardonada con el prestigioso Peabody Award y Stand Up For Justice; la verdadera historia de Ralph Lazo, un estudiante mexicoamericano que se ofrece a unirse a sus amigos japoamericanos cuando les obligan a que abandonen sus casas y los envían a un campo de concentración americano en Manzanar durante la Segunda Guerra Mundial. 
Posiblemente en su papel más conocido, Alexis apareció durante una temporada en la serie estrella de la CBS Tocados por un ángel. Mientras intervenía en esta serie galardonada con un Emmy, Alexis simultaneaba el retorno a su papel, Skaara, en Stargate SG-1, adaptación televisiva de la película homónima con Richard Dean Anderson. Recientemente apareció como el sargento Joaquín García en la serie American Family, emitida por la PBS y protagoniza la película independiente Tortilla Heaven. También ha aparecido en la serie de la CBS Shark.

## Curiosidades
- Junto a Erick Avari, es uno de los dos actores que aparecen en la película Stargate y en la serie Stargate SG-1.
- Su primer trabajo fue un anuncio de macarrones con queso en español.

## Filmografía
- Shark (2006, serie de televisión).
- Slayer (2006, telefilm) como Alex Juárez.
- The Last Time  (2006)
- Last Call (2006, cortometraje) como Young Dominic.
- Tortilla Heaven (2004) como Marco.
- Spectres (2004) como Sean.
- DarkWolf (2003) como Miguel.
- Bug (2002) como Sung.
- Almost a Woman (2001, telefilm) como Néstor.
- That Summer in LA (2000) como Smiley.
- Learning to Swim (1999)
- Why Do Fools Fall In Love (1998) como Herman Santiago.
- Stargate SG-1 (1997, serie de televisión) como Skaara/Klorel (Aparición recurrente en algunos capítulos).
- Detention: The Siege at Johnson High (1997, telefilm) como Frankie Rodríguez.
- The Brave (1997) como Weyman.
- Riot (1997, telefilm) como "Caught in the Fever".
- Grand Avenue (1996, telefilm) como Raymond.
- Price of Love (1995, telefilm) como Alberto.
- Streets of Laredo (1995, miniserie) como Joey Garza.
- Stargate (1994) como Skaara.
- Sesame Street (1969, serie de televisión) como Alex (1990-1991).
- Gryphon (1990) como Ricky.
- El viejo y el mar (1990, telefilm) como Manolo.
- Rooftops (1989) como Squeak.
- The Pick-up Artist (1987) como Charlie.
- The Cosby Show (1985) como Enrique/Papo